# 劉選
劉選（1511年—？），字子銓，河南汝寧府汝陽縣民籍，山西安邑縣人，明朝政治人物。

## 生平
嘉靖十六年（1537年）丁酉科河南鄉試第二名舉人。嘉靖十七年（1538年）中式戊戌科會試第一百九名，登進士第三甲第一百四十一名。

## 家族
曾祖劉順；祖父劉江；父劉亮。嫡母王氏；生母張氏。具慶下。